# José Pablo Moncayo
José Pablo Moncayo García (født 29. juni 1912 i Guadalajara, Mexico – død 16. juni 1958 i Mexico City) var en mexicansk komponist, dirigent, percussionist og pianist.
Moncayo studerede klaver, harmonilærer og kompostion på Musikkonservatoriet i Mexico City hos Hernandez Moncada, Candelario Huizar og Carlos Chavez. Han studerede senere komposition hos Aaron Copland på Berkshire Musik Institut i USA. Han komponerede bl.a. en symfoni, orkesterværker, operaer, kammermusik, vokalmusik og det berømte orkester-stykke Huapango.

## Udvalgte værker
- Symfoni (1942-1944) - for orkester
- Sinfonietta (1945) - for orkester
- "Huapango" (1941) - for orkester
- "Mulatten fra Córdoba" (1948) – (opera)
- "Hyldest til Cervantes" (1947) for 2 oboer & strygeorkester